# ويليام فيني
ويليام فيني (بالإنجليزية: William Finney)‏ (13 أغسطس 1866 في المملكة المتحدة - 8 مايو 1927 في المملكة المتحدة) هو لاعب كريكت بريطاني. لعب مع نادي مقاطعة ليسترشاير للكريكت ‏.

## وصلات خارجية
- ويليام فيني على موقع إي آس بي آن كريك إنفو (الإنجليزية)